# Selección femenina de fútbol sub-20 de Perú
La selección femenina de fútbol sub-20 del Perú es el equipo representativo del país en las competiciones oficiales de fútbol de su categoría. Su organización está a cargo de la Federación Peruana de Fútbol, la cual es miembro de la Confederación Sudamericana de Fútbol y de la FIFA.
La selección femenina de fútbol sub-20 del Perú participa cada dos años en el Campeonato Sudamericano Femenino de Fútbol Sub-20, clasificatorio para la Copa Mundial Femenina de Fútbol Sub-20. Su mejor participación en un Sudamericano Sub-20 ha sido en la edición de 2006 cuando ocupó el cuarto puesto. Aunque su mejor actuación fue en la mencionada edición de 2006, se destaca también su participación en la edición de 2024, donde logró avanzar a la fase final, clasificando en el segundo lugar del grupo A. Hasta la fecha, no se ha clasificado para un mundial de la categoría.

## Uniforme
- Uniforme titular: Camiseta blanca con una banda diagonal roja, pantalón blanco, medias blancas con una franja roja.
- Uniforme alternativo: Camiseta negra, pantalón negro, medias negras.

## Estadísticas

### Copa Mundial Femenina de Fútbol Sub-20
| Año   | Ronda             | Posición          | PJ                | PG                | PE                | PP                | GF                | GC                |             |
| ----- | ----------------- | ----------------- | ----------------- | ----------------- | ----------------- | ----------------- | ----------------- | ----------------- | ----------- |
| 2002  | Sin participación | Sin participación | Sin participación | Sin participación | Sin participación | Sin participación | Sin participación | Sin participación |             |
| 2004  | No clasificó      | No clasificó      | No clasificó      | No clasificó      | No clasificó      | No clasificó      | No clasificó      | No clasificó      |             |
| 2006  | No clasificó      | No clasificó      | No clasificó      | No clasificó      | No clasificó      | No clasificó      | No clasificó      | No clasificó      |             |
| 2008  | No clasificó      | No clasificó      | No clasificó      | No clasificó      | No clasificó      | No clasificó      | No clasificó      | No clasificó      |             |
| 2010  | No clasificó      | No clasificó      | No clasificó      | No clasificó      | No clasificó      | No clasificó      | No clasificó      | No clasificó      |             |
| 2012  | No clasificó      | No clasificó      | No clasificó      | No clasificó      | No clasificó      | No clasificó      | No clasificó      | No clasificó      |             |
| 2014  | No clasificó      | No clasificó      | No clasificó      | No clasificó      | No clasificó      | No clasificó      | No clasificó      | No clasificó      |             |
| 2016  | No clasificó      | No clasificó      | No clasificó      | No clasificó      | No clasificó      | No clasificó      | No clasificó      | No clasificó      |             |
| 2018  | No clasificó      | No clasificó      | No clasificó      | No clasificó      | No clasificó      | No clasificó      | No clasificó      | No clasificó      |             |
| 2022  | No clasificó      | No clasificó      | No clasificó      | No clasificó      | No clasificó      | No clasificó      | No clasificó      | No clasificó      |             |
| 2024  | No clasificó      | No clasificó      | No clasificó      | No clasificó      | No clasificó      | No clasificó      | No clasificó      | No clasificó      |             |
| 2026  | Por definir       | Por definir       | Por definir       | Por definir       | Por definir       | Por definir       | Por definir       | Por definir       | Por definir |
| Total |                   | 0.º               | 0                 | 0                 | 0                 | 0                 | 0                 | 0                 |             |

### Campeonato Sudamericano Femenino de Fútbol Sub-20
| Año   | Ronda             | Posición          | PJ                | PG                | PE                | PP                | GF                | GC                |
| ----- | ----------------- | ----------------- | ----------------- | ----------------- | ----------------- | ----------------- | ----------------- | ----------------- |
| 2004  | Sin participación | Sin participación | Sin participación | Sin participación | Sin participación | Sin participación | Sin participación | Sin participación |
| 2006  | Fase final        | 4.º               | 7                 | 2                 | 2                 | 3                 | 6                 | 18                |
| 2008  | Primera fase      | 9.º               | 4                 | 1                 | 0                 | 3                 | 5                 | 14                |
| 2010  | Primera fase      | 10.º              | 4                 | 0                 | 0                 | 4                 | 1                 | 16                |
| 2012  | Primera fase      | 10.º              | 4                 | 0                 | 1                 | 3                 | 1                 | 11                |
| 2014  | Primera fase      | 10.º              | 4                 | 0                 | 0                 | 4                 | 3                 | 13                |
| 2015  | Primera fase      | 10.º              | 4                 | 0                 | 0                 | 4                 | 4                 | 12                |
| 2018  | Primera fase      | 9.º               | 4                 | 1                 | 0                 | 3                 | 3                 | 16                |
| 2020  | Cancelado         | Cancelado         | Cancelado         | Cancelado         | Cancelado         | Cancelado         | Cancelado         | Cancelado         |
| 2022  | Primera fase      | 9.º               | 4                 | 0                 | 0                 | 4                 | 0                 | 13                |
| 2024  | Fase final        | 6.º               | 9                 | 2                 | 2                 | 5                 | 9                 | 20                |
| Total |                   | 10.º              | 44                | 6                 | 5                 | 33                | 32                | 133               |

### Juegos Bolivarianos
| Año   | Resultado                                | Pos.                                     | PJ                                       | PG                                       | PE                                       | PP                                       | GF                                       | GC                                       | Goleadora                                        |
| ----- | ---------------------------------------- | ---------------------------------------- | ---------------------------------------- | ---------------------------------------- | ---------------------------------------- | ---------------------------------------- | ---------------------------------------- | ---------------------------------------- | ------------------------------------------------ |
| 2005  | Participaciones de la selección absoluta | Participaciones de la selección absoluta | Participaciones de la selección absoluta | Participaciones de la selección absoluta | Participaciones de la selección absoluta | Participaciones de la selección absoluta | Participaciones de la selección absoluta | Participaciones de la selección absoluta | Participaciones de la selección absoluta         |
| 2009  | Participaciones de la selección absoluta | Participaciones de la selección absoluta | Participaciones de la selección absoluta | Participaciones de la selección absoluta | Participaciones de la selección absoluta | Participaciones de la selección absoluta | Participaciones de la selección absoluta | Participaciones de la selección absoluta | Participaciones de la selección absoluta         |
| 2013  | Primera fase                             | 5°                                       | 5                                        | 3                                        | 1                                        | 1                                        | 3                                        | 3                                        | G. Cisnero, L. Neira, R. Quesada (1)             |
| 2017  | Primera fase                             | 5°                                       | 4                                        | 0                                        | 1                                        | 3                                        | 1                                        | 8                                        | S. Arévalo (1)                                   |
| 2022  | Sin participación                        | Sin participación                        | Sin participación                        | Sin participación                        | Sin participación                        | Sin participación                        | Sin participación                        | Sin participación                        | Sin participación                                |
| Total | 2/3                                      | °                                        | 9                                        | 3                                        | 2                                        | 4                                        | 4                                        | 11                                       | G. Cisnero, L. Neira, R. Quesada, S. Arévalo (1) |